# Thomas Sovereign Gates
Thomas Sovereign Gates Jr. (Filadelfia, 10 aprile 1906 – Filadelfia, 25 marzo 1983) è stato un politico e militare statunitense.

## Biografia
Fu il sesto segretario della marina statunitense sotto il presidente degli Stati Uniti d'America Dwight Eisenhower. Suo padre, Thomas Sovereign Gates Sr. fu il primo rettore dell'università di Pennsylvania.
Partecipò alla seconda guerra mondiale diventando capitano di Corvetta, ebbe tre figlie: Patricia Norris Gates, Kathe Gates McCoy, Anne Gates Ponce.

## Riconoscimenti
L'incrociatore USS Thomas S. Gates (CG-51) è stato denominato in tal modo in suo onore.